# Family Channel
Family Channel (w skrócie Family) – kanadyjski kanał nadający w języku angielskim. Obecnie jest transmitowany przez DHX Media, dawniej także przez Corus Entertainment czy Astral Media. Na kanale można zobaczyć programy nie tylko własne, ale i np. Disney Channel czy Nickelodeon.

## Programy
- JoJo z cyrku
- Królestwo Tamtych
- Sprawa oddalona
- The Secret World Of Benjamin Bea
- Really Me
- The Next Step
- Derek kontra rodzinka
- ALVINNN!!! i wiewiórki
- Miraculum: Biedronka i Czarny Kot
- Zoey 101
- Szkolny poradnik przetrwania
- Degrassi: Nowy rocznik
- Fangbone!
- My Knight and Me
- Podróże Justina
- Backstage

## Inne kanały Family
- Familie Junior
- Family Chrgd
- Télémagino